# Hrørek af Lejre
Hrørek eller Rørik også omtalt som Rørik Ringslynger, er en dansk sagnkonge med sæde i Lejre måske i slutningen af 600-tallet. Han var bror til Helge den Hvasse og skulle have været gift med Aud (datter af Ivar Vidfamne) som senere fik ham dræbt. Han var far til Harald Hildetand. Han var også ifølge Skjoldungesaga i familie med Gorm den Gamles søn Harald Blåtand.
Navnet Rørik Ringslynger optræder dog i flere forskellige sagaer, og den indbyrdes kronologi bliver ganske umulig, hvis det skal opfattes som én og samme person i alle sagaerne (en forskel på mindst 100 år i kronologien).